# 활인서
활인서(活人署) 또는 동서활인원(東西活人院)은 조선시대 빈민들의 구제와 치료를 맡던 관청이다. 의료활동 이외에 무의탁 환자를 수용하고, 전염병이 발생했을 때는 병막을 가설하여 환자를 간호하며 음식과 의복·약 등을 배급하기도 하고, 또한 사망자가 있을 때는 매장까지 담당했던 관청이다. 1392년 설치되어 1709년에는 혜민서에 흡수되었다가 1743년에 완전히 폐지되었다. 오늘날에는 대한적십자사가 이 관청의 업무를 맡고 있다.
활인서는 혜민서와 마찬가지로 서민에게 혜택을 주는 기관이었으나, 한양의 백성에게만 혜택을 주는 한계가 있었다.
활인서와 혜민서를 아울러 양의사(兩醫司)라고 불렀다.

## 같이 보기
- 혜민서
- 내의원과 전의감